# 米哈伊尔·奥利尚斯基
米哈伊尔·亚历山德罗维奇·奧利尚斯基，（俄语：Михаил Александрович Ольша́нский，1908年10月23日—1988年6月27日），苏联农学家，苏联农科院院士。农学博士学位。曾担任苏联农科院乌克兰分院组织部主任；古比雪夫州农业研究所所长；敖德萨苏联育种和遗传研究所科学部副主任；苏联农业部长；苏联列宁农科院院长等职务。他是是特罗菲姆·李森科学说的推崇者。

## 生平
- 1908年10月23日出生于基辅省利波维茨基区萨尔内的一个公务员家庭。1928年毕业于基辅州马斯洛夫斯基育种学院。
- 1928年-1929年，敖德萨苏联育种和遗传研究所技术员。
- 1929年-1932年，苏联育种和遗传研究所研究生院学习。1932年加入联共（布）。
- 1931年-1937年，敖德萨大学教师。期间，1932年-1938年，苏联育种和遗传研究所棉花部门负责人。1936年被评为教授。
- 1937年-1941年3月，敖德萨农学院教师。期间，1938年-1941年3月，苏联育种和遗传研究所棉花部代主任。
- 1941年3月-7月，苏联列宁农科院乌克兰分院组织部主任。
- 1941年7月-1942年，古比雪夫州罗杰斯特文斯基区农业技术学校校长。
- 1942年12月-1945年，古比雪夫州农业技术研究所所长。
- 1945年-1951年3月，苏联育种和遗传研究所科学部副主任。1948年当选苏联农科院院士。
- 1951年3月-1961年，苏联列宁农科院副院长。期间，1953年8月-1960年1月，苏联农业部《全苏农业科学院报告》杂志编辑。
- 1960年12月-1962年4月，苏联农业部长。
- 1962年3月-1965年，苏联列宁农科院院长。1964年7月14日，他向苏共中央上书反对针对李森科的批判运动。
- 1965年3月起退休，享受莫斯科市联盟个人养老金待遇。
- 1988年6月27日于莫斯科逝世，享年79岁。葬于米廷公墓。

奥利尚斯基是苏共22大代表；第22届中央候补委员；第6届苏联最高苏维埃联盟院代表。

## 荣誉
- 苏联农业博览会银奖（1940）
- 为棉花产区开发“敖德萨1号”棉花获1941年斯大林奖二等奖
- 为科学和工业发展播种森林的筑巢方法获1951年斯大林奖一等奖
- 列宁勋章（1949）
- 劳动红旗勋章（1948）
- 1941-1945年伟大卫国战争中忘我劳动奖章（1945）